# Lou Holtz

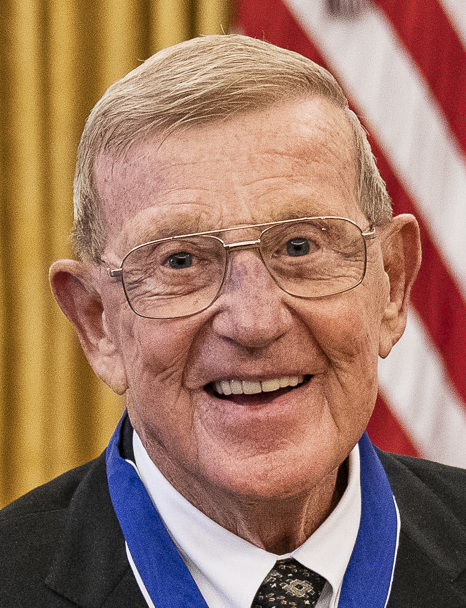
Lou Holtz (2020)

Louis Leo „Lou“ Holtz (* 6. Januar 1937 in Follansbee, West Virginia) ist ein US-amerikanischer American-Football-Trainer. Er trainierte 1976 eine Saison lang die New York Jets in der National Football League (NFL). Größere Bekanntheit erlangte er als Trainer im College Football, wo er von 1986 bis 1996 Head Coach an der University of Notre Dame war und 1988 nach einer ungeschlagenen Saison und einem Sieg im Fiesta Bowl nationaler Meister wurde.
Holtz wurde 2008 in die College Football Hall of Fame aufgenommen.

## Jugend und College
Lou Holtz wurde am 6. Januar 1937 in Follansbee, West Virginia geboren und wuchs in East Liverpool, Ohio auf. Nach dem Besuch der dortigen Highschool spielte er zwei Jahre als Linebacker College Football für die Kent State University, bevor eine Verletzung seine aktive Karriere beendete. Er verließ 1959 das College mit einem Bachelor in Geschichte. Zwei Jahre später folgte der Master an der University of Iowa in Kunst und Erziehung (arts and education ).

## Trainer
Bereits während seiner Zeit an der University of Iowa begann Holtz seine Karriere als Trainer. Erfolgreich war er aber vor allem als Head Coach am College of William and Mary (1969–1971) und an der North Carolina State University (1972–75). Größere Bekanntheit erlangte Holtz als Head Coach des Rekordmeisters, der University of Notre Dame. Bei den Fighting Irish konnte er 1988 alle elf Spiele der Regular Season gewinnen. Nach einem weiteren 34:21-Sieg im Fiesta Bowl gegen die West Virginia University gewannen sie mit einer Perfect Season die Nationale Meisterschaft im College Football. Dort blieb er bis zu seinem Rücktritt 1996 und arbeitete anschließend als TV-Kommentator, kehrte aber 1999 als Trainer der South Carolina Gamecocks, der Mannschaft der University of South Carolina, zum College Football zurück. Diese Mannschaft trainierte er bis 2004, danach arbeitete er wieder als Analyst für das Fernsehen.

## Privat
Holtz heiratete am 22. Juli 1961 Beth Barcus, sie haben vier Kinder. Ihr ältester Sohn, Skip Holtz, ist ebenfalls als American-Football-Trainer im College Football tätig. Er war unter anderem der Offensive Coordinator seines Vaters an der University of Notre Dame und später Head Coach verschiedener Colleges.

## Weiteres
Lou Holtz ist politisch engagiert und Anhänger der Republikanischen Partei. Während des Präsidentschaftswahlkampfes in den Vereinigten Staaten 2016 sprach er auf einer Veranstaltung Donald Trumps. An die Einwanderer gerichtet sagt er: “I don’t want to become you. I don’t want to speak your language, I don’t want to celebrate your holidays, I sure as hell don’t want to cheer for your soccer team!” („Ich will nicht (wie) ihr werden. Ich will nicht eure Sprache sprechen, ich will nicht eure Feiertage feiern, ich will verdammt nochmal nicht eure Fußballmannschaft anfeuern!“).